# Lascoria phormisalis
Lascoria phormisalis là một loài bướm đêm trong họ Noctuidae.